# كيندل للنشر المباشر
كيندل للنشر المباشر (بالانجليزية:Kindel Direct Publishing) هي منصة لنشر الكتب الالكترونية تم اطلاقها في نوفمبر 2007، بالتزامن مع أول جهاز أمازون كيندل. أطلق على المنصة في الأصل اسم منصة النص الرقمي، وهي تسمح للمؤلفين والناشرين بنشر كتبهم في متجر كيندل.
يمكن للمؤلفين تحميل المستندات بتنسيقات متعددة لتسليمها عبر الموقع الرسمي على الويب وتحصيل رسوم تتراوح بين 0.99 دولارًا و 200 دولارًا أمريكيًا مقابل أعمالهم. يحصل الناشر على 70℅ من العائدات. بلغ إجمالي الإتاوات المدفوعة الى أكثر من 260 مليون دولار في عام 2018، وازادت إلى أكثر من 300 مليون دولار في عام 2019. يقبل KDP الكتب بـ 44 لغة منها العربية.
في عام 2016، أضافت أمازون أيضًا خيار غلاف ورقي، وفي عام 2021، خيار غلاف مقوى، وكلاهما يستخدم تقنية الطباعة عند الطلب.

## منصات فرعية

### مختارات كي دي بي
يتطلب برنامج (مختارات كي دي بي) من الناشر منح شركة امازون حصرية بنسبة 100℅ بحيث لا يجوز بيع الكتاب الإلكتروني في أي مكان آخر، مع استثناءات طفيفة. يجوز للمؤلف الانسحاب من البرنامج بعد تسعين يومًا من التسجيل. إذا لم يتم اتخاذ أي إجراء، فسيتم تجديده تلقائيًا لمدة تسعين يومًا أخرى. يتم تضمين جميع كتب (KDP Select) في كيندل الغير محدود (Kindle Unlimited)، وهي خدمة اشتراك شهري تتيح قراءة غير محدودة للكتب الإلكترونية.
دفعت أمازون مبدئيًا للمؤلفين في برنامج KDP Select الخاص بها رسومًا محددة لكل كتاب، شريطة أن يقرأ القارئ ما لا يقل عن 10 في المائة من الكتاب. أثار هذا انتقادات من مؤلفي الأعمال الأطول لأن القارئ سيضطر إلى قراءة المزيد من كتبه حتى يحصل المؤلف على أي مدفوعات، في حين أن أولئك الذين كتبوا كتبًا أقصر يمكن أن يتلقوا الرسوم بسهولة أكبر. في يوليو 2015، غيرت الشركة هيكل الدفع الخاص بها إلى نموذج لكل صفحة. في كل مرة يتم فيها استعارة كتاب إلكتروني للمؤلف وقراءة الصفحات، يكسب المؤلف نصيبًا من التمويل الشهري، والذي كان 1.2 مليون دولار في في أبريل 2014, 11 مليون دولار في يوليو 2015، وفي 2019 بلغ 28.5 مليون دولار، بمعدل نصف سنت لكل صفحة.

## اقرأ أيضا
- نشر ذاتي
- متجر كيندل
- تبادل إنشاء الكتب المسموعة

## وصلات خارجية
- الموقع الرسمي
- مقالة توضح كيفية وشروط النشر على كيندل للنشر المباشر
- مقالة على ويكي هاو عن النشر على كيندل للنشر المباشر
- مقالة عن كيفية الربح للمؤلفات/ين من كيندل للنشر المباشر